# Cassetterecorder

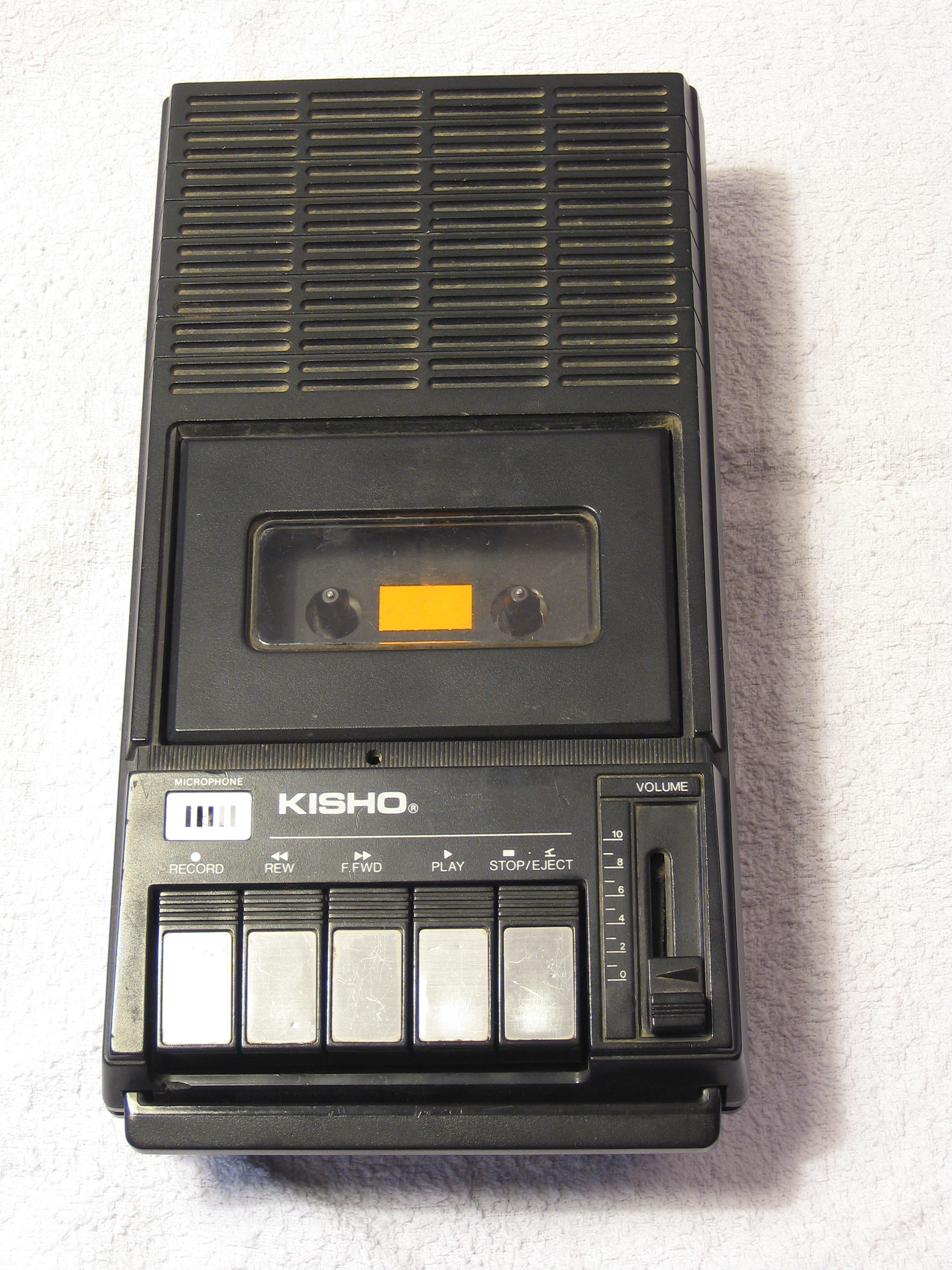
Cassetterecorder vroege jaren tachtig

De cassetterecorder is een geluidsrecorder die gebruikmaakt van een muziekcassette om geluidsopnames te maken en af te spelen. Het was een gebruiksvriendelijker en compacter alternatief voor de grotere bandrecorder. Net als de bandrecorder gebruikte de cassetterecorder magnetische band als gegevensdrager, alleen zat deze band bij de muziekcassette samen met de spoelen in een plastic houder, wat gebruik en vervoer gemakkelijker maakte. Dit bracht het opnemen en weergeven van geluid naar de grote massa. Voor de komst van de cd-r was het cassettebandje het meest gebruikte medium om thuis muziek mee op te nemen. 
In de jaren 1960 bedacht en ontwikkelde Philips de cassetteband en -recorder in zijn vestiging in Hasselt. De cassettespeler kon alleen weergeven en was tot in de jaren 1990 het primaire afspeelapparaat in auto's. Het cassettedeck kon ook opnemen. De cassetterecorder had daarbovenop voor het weergeven een eigen versterker en eigen luidsprekers en vaak voor het opnemen eigen microfoons. De radiocassetterecorder had een ingebouwde radio, waarvan deze direct opnames kon maken, zonder microfoon of aansluitsnoer. Eerst werkten cassetterecorders alleen in mono, later werd stereo de standaard. Veel cassetterecorders werkten ook op batterijen, waardoor buiten en onderweg naar muziek luisteren bereikbaar werd voor velen. Tijdens de jaren zeventig kwamen er steeds grotere en krachtigere cassetterecorders op de markt, wat eindigde bij de gettoblaster.
De cassetterecorder had grote invloed op de muziekindustrie. Zo konden muzikanten sneller en eenvoudiger een demo maken. En zo werd de gettoblaster onmisbaar bij breakdance.
De cassetterecorder was een voorloper en inspiratiebron voor de Walkman.   

## Werking
Een cassetterecorder leest de magneetband met een snelheid van 4,74 cm per seconde. Het is erg belangrijk om deze snelheid constant te houden om het geluid niet te vervormen. Snelheidsvariaties van de magneetband uiten zich in jank en jengel (wow en flutter). Slechts enkele cassettedecks hebben ook de mogelijkheid tot het opnemen en afspelen van cassettes op 9,5 cm per seconde en/of op vier sporen.

## Doorontwikkeling
In de jaren 1980 vormde de komst van een kleine draagbare cassette-afspeler in de vorm van een Walkman een opleving van gebruik van de cassette, zij het dan als afspeelmedium. Door zelf opnames te maken van de radio, eigen langspeelplaten en later compact discs kon men in een klein apparaat overal luisteren naar eigen favoriete muziek. Later werd met de komst van kleine cd-afspelers de aanduiding walkman een aanduiding voor zowel cassette- als cd-afspelers. De laatste werd echter ook aangeduid als discman. Beide zijn inmiddels bijna geheel verdreven door de veel compactere draagbare mp3-spelers.

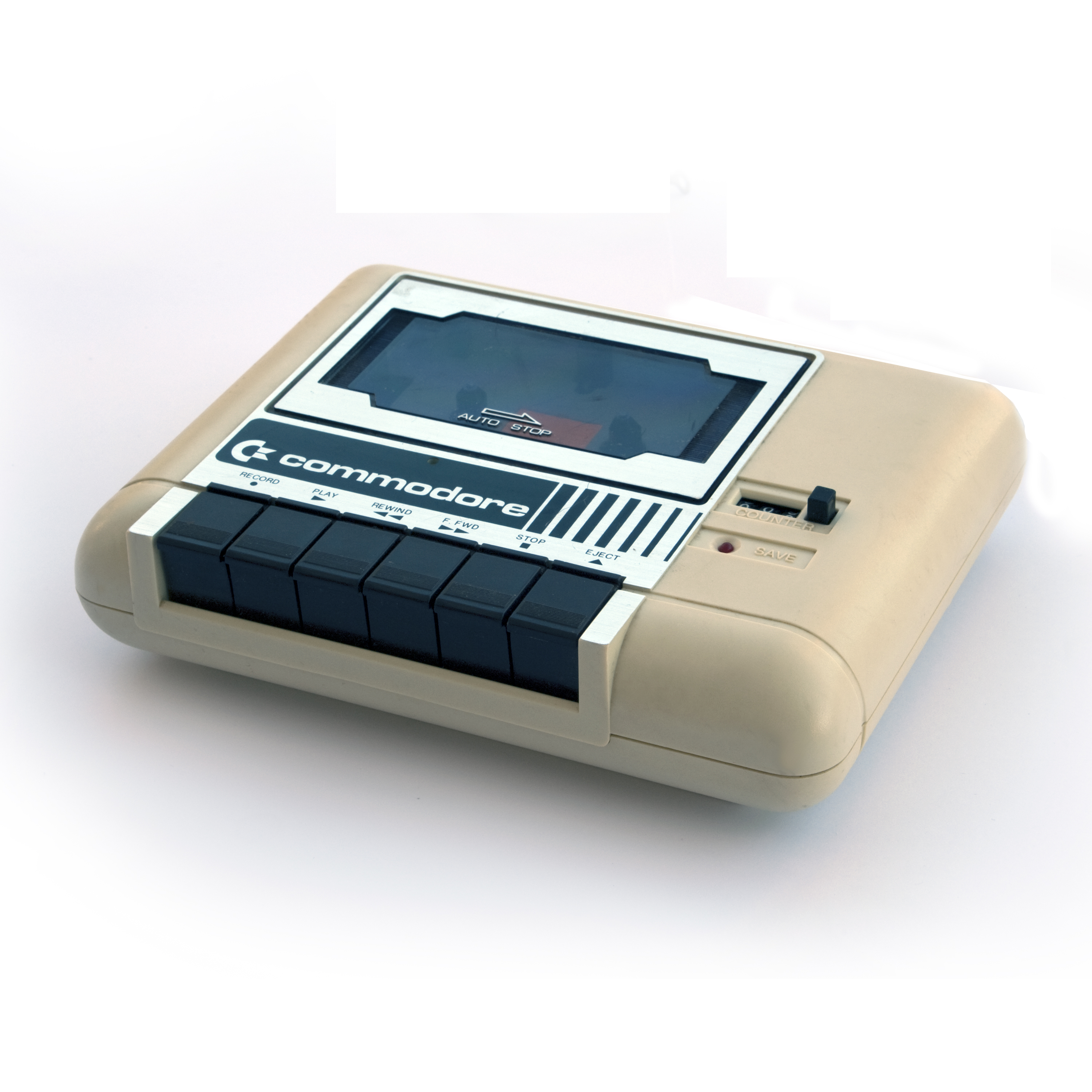
Commodore 1530 Datasette, een cassetterecorder die voor gegevensopslag voor de Commodore 64 werd gebruikt

Cassetterecorders werden in de jaren 1980 ook gebruikt om gegevens op cassettes mee op te slaan voor homecomputers. Sommige homecomputers maakten gebruik van speciale cassetterecorders die alleen voor dat doel geschikt waren, zoals de Commodore 64. Andere homecomputers, bijvoorbeeld de ZX Spectrum, maakten gebruik van gewone cassetterecorders.
Door de opkomst van eerst de cd als afspeelmedium en later de cd-rom als opname- en afspeelmedium is de rol van de cassetterecorder vrijwel ten einde gekomen. Ook doordat het steeds makkelijker werd muziek te downloaden is de behoefte om muziek op te nemen of te kopiëren sterk afgenomen. Maar vooral ouderen maken nog steeds gebruik van cassettebandjes. In de Verenigde Staten is een compact disc niet toegestaan in gevangenissen, dus maken de gevangenen gebruik van een cassettebandje voor hun muziek.

## Alternatieven
Naast de compact cassette zijn er meer systemen geweest, waarbij een magneetband in een handzame verpakking gebruikt werden:
- 8-Track, voornamelijk bedoeld als afspeelmogelijkheid
- Elcaset, een systeem met bredere banden en hogere opnamekwaliteit dan de compact cassette
- diverse microcassettesystemen, vooral bedoeld voor memorecorders.
- Digital audio tape beter bekend als DAT, is een digitale variant van de compact cassette.